# ويلتون غوميز
ويلتون غوميز (30 أكتوبر 1980 بغوا في الهند - ) هو لاعب كرة قدم هندي في مركز الوسط. لعب مع سبورتينغ غوا.